# Katri Kulmuni
Katri Briitta Ilona Kulmuni (Tornio, 4 de setembre de 1987) és una política finlandesa, dirigent del Partit del Centre de Finlàndia des de 2019.
L'any 2018 es graduà en un màster de Ciència social per la Universitat de Lapònia. L'any 2015 fou escollida, per primera vegada, diputada al Parlament de Finlàndia, càrrec que repetiria una segona vegada l'any 2019. Després de les eleccions de 2019 fou nomenada ministra d'Afers Econòmics al gabinet d'Antti Rinne.
El 7 de setembre de 2019 derrotà a Antti Kaikkonen en l'elecció del lideratge del Partit del Centre. El 12 de setembre de 2019 succeí a Mika Lintilä com a vice-primera ministra de Finlàndia. Després de l'esfondrament del gabinet Rinne, assumí el càrrec de ministra de Finances al gabinet Marin.